# Samtgemeinde Heemsen
De Samtgemeinde Heemsen is een Samtgemeinde in de Duitse deelstaat Nedersaksen. Het is een samenwerkingsverband van vier kleinere gemeenten in het noorden van Landkreis Nienburg/Weser. Het bestuur is gevestigd in Rohrsen.

## Deelnemende gemeenten
1. Rohrsen, 8 km ten noorden van Nienburg/Weser
2. Drakenburg, 3 km ten noorden van Nienburg/Weser
3. Haßbergen, 11 km ten noorden van Nienburg/Weser
4. Heemsen, enkele km ten oosten van Rohrsen aan de B 209, met Anderten, Gadesbünden en Lichtenmoor

## Infrastructuur, economie
De gemeente wordt voor het wegverkeer door de Bundesstraße 215 (vanaf Rotenburg (Wümme) naar Nienburg/Weser noord-zuid langs de oostelijke Wezeroever) en de bij Rohrsen vandaar in noordoostelijke richting afsplitsende Bundesstraße 209 naar Walsrode ontsloten. 
De gemeente is slecht per openbaar vervoer bereikbaar: een treinverbinding ontbreekt geheel, en met uitzondering van de over de B 215 rijdende streekbus 30 Verden-Nienburg-Hoya v.v., rijden bussen alleen op werkdagen in de ochtendspits naar, en in de loop van de namiddag terug van grotere plaatsen, waar middelbare scholen staan.
Economisch is de gemeente afhankelijk van de agrarische sector, vooral van de teelt van asperges. Veel van de akkergrond in de gemeente is geschikt voor de teelt van dit gewas.
Bij Drakenburg ligt een stuw in de Wezer. Hier wordt ook elektriciteit opgewekt, de stuw dient dus mede als waterkrachtcentrale.

## Geschiedenis
Nabij het huidige Heemsen ligt de Brunsburg, het restant van een ringwalburcht, die als verdedigingswerk diende ten tijde van de strijd tussen de Saksen en de Franken ten tijde van Widukind (8e of 9e eeuw).
De dorpen in de huidige Samtgemeinde stonden in de middeleeuwen lange tijd onder politieke controle van het Graafschap Hoya, wat aan de aanwezigheid van een berenklauw in de diverse wapens nog te zien is. Het ten noordoosten van Heemsen gelegen dorpje Anderten was in de middeleeuwen veel belangrijker dan na 1648. Het lag namelijk op een kruispunt van drie langeafstands-handelswegen, en was voortdurend een twistappel tussen de graafschappen en wereldlijke bisdommen in de regio.
Haßbergen (dat in de 13e eeuw Hersebere heette; de eerste lettergreep van de dorpsnaam is waarschijnlijk afgeleid van Hirse, gierst) werd in het jaar 1096 voor het eerst in een document vermeld, Rohrsen in 1301. 

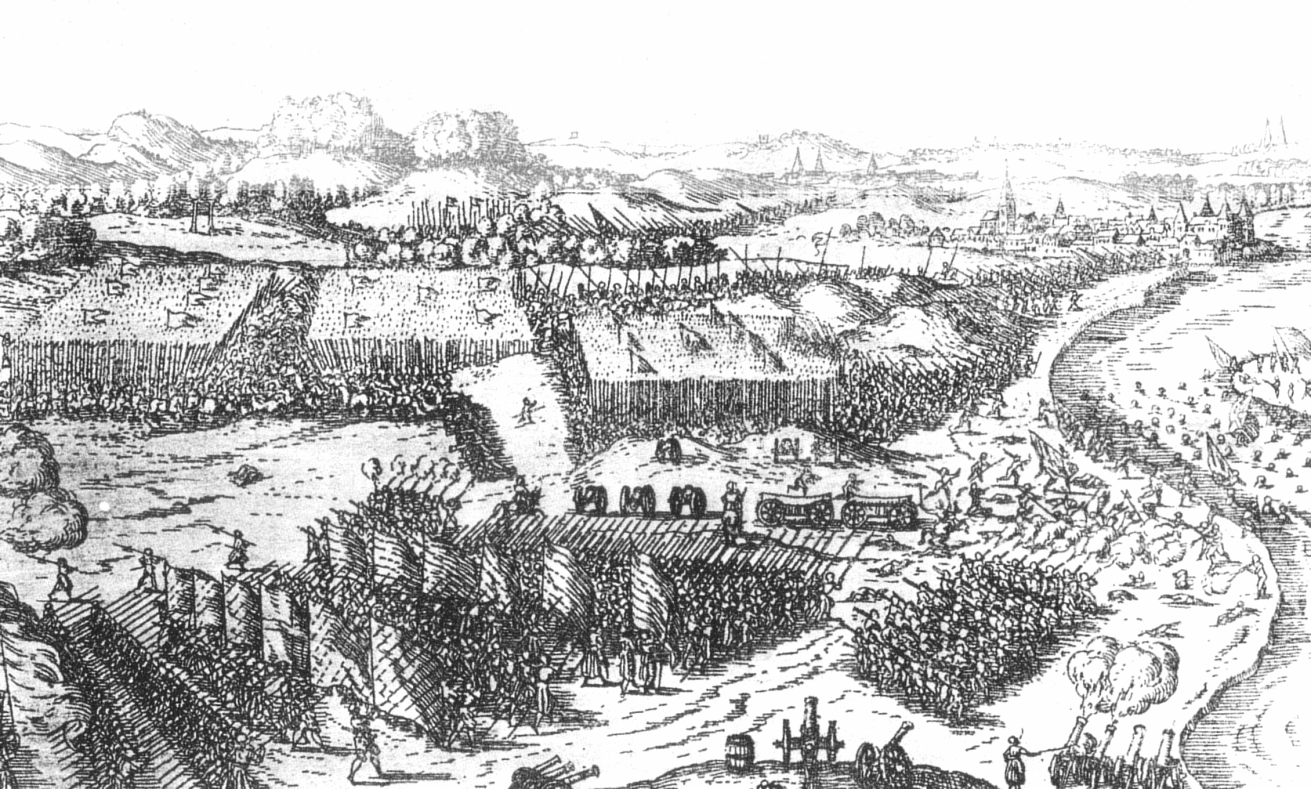
Uit 1603 daterende ets die de Slag bij Drakenburg (1547) uitbeeldt
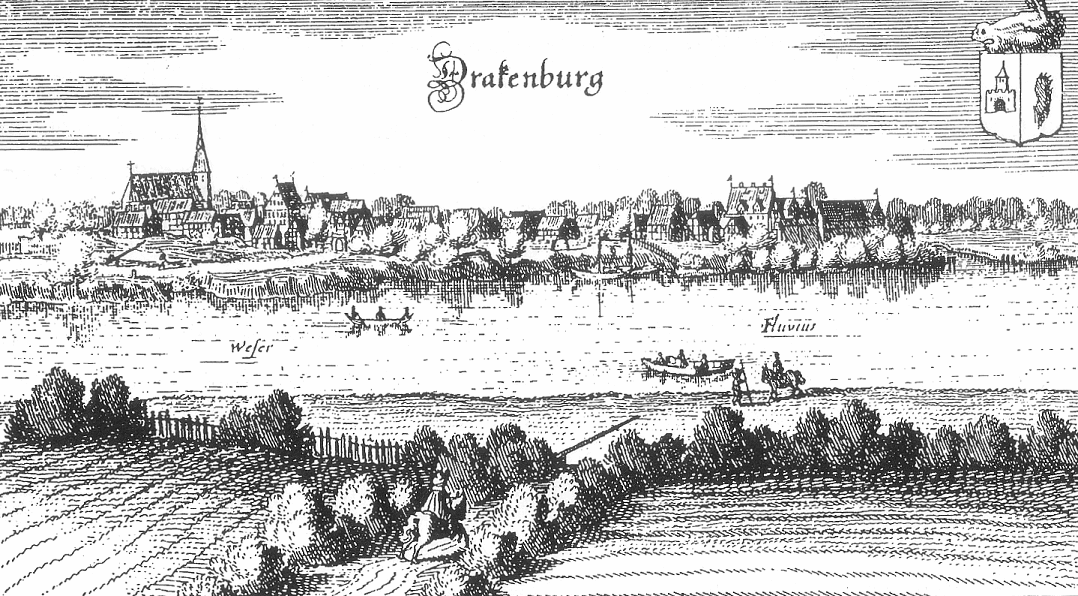
Merian-ets Drakenburg anno 1654

In ieder geval voor het jaar 1301 ontstond bij een kasteel van die naam het plaatsje Drakenburg, dat beperkte privileges genoot (o.a. marktrecht). Het had de status van vlek, tussen stad en dorp in. Drakenburg werd tijdens de Dertigjarige Oorlog in 1627 geheel door brandstichting verwoest, maar spoedig herbouwd.
Op 23 mei 1547 vond aan het eind van de Schmalkaldische Oorlog bij Drakenburg een veldslag plaats. Deze slag werd door de protestantse coalitie gewonnen; de katholieke leider Erik II van Brunswijk-Calenberg-Göttingen kon slechts het vege lijf redden door de Wezer over te zwemmen. Bij achterhoedegevechten viel na de eigenlijke slag de krijgskas van de overwinnaars in keizerlijke handen.

## Bezienswaardigheden e.d.
De gehele Samtgemeinde is rijk aan natuurschoon: rivierlandschappen langs de Wezer, hoogveen- en bosreservaten, kleine meertjes, waaronder de bijna 6 hectare grote, midden in een bos gelegen  Hämelsee. Talrijke langeafstands-fietsroutes doorkruisen het gebied.

### Drakenburg
- In Drakenburg staan aan de Wezer nog enige schilderachtige, oude huizen.
- Streekmuseum Ole Schüne in een gerenoveerde oude vakwerkschuur te Drakenburg
- Romaanse Johannes-de-Doperkerk te Drakenburg
- Restant van de ridderburg (Rittergut) Drakenburg: fraaie toegangspoort in renaissancestijl; het achterliggende herenhuis is privé-bezit en niet toegankelijk voor publiek
- Recreatie- en informatiecentrum Wassarium te Drakenburg, met water en waterbeheer als thema
- Kartbaan te Drakenburg

### Haßbergen
- Fraaie bossen ten noordoosten van het dorp
- Rövers Schafstall (vakwerkhuis, waarin dorpscentrum)
- Alte Kapelle: voormalige 14e-eeuwse Mariakapel, sinds de bouw van een nieuwe kerk in 1962 een profaan gebouw;  sinds de renovatie rond 1990  als locatie voor allerlei muziekevenementen in gebruik

## Afbeeldingen

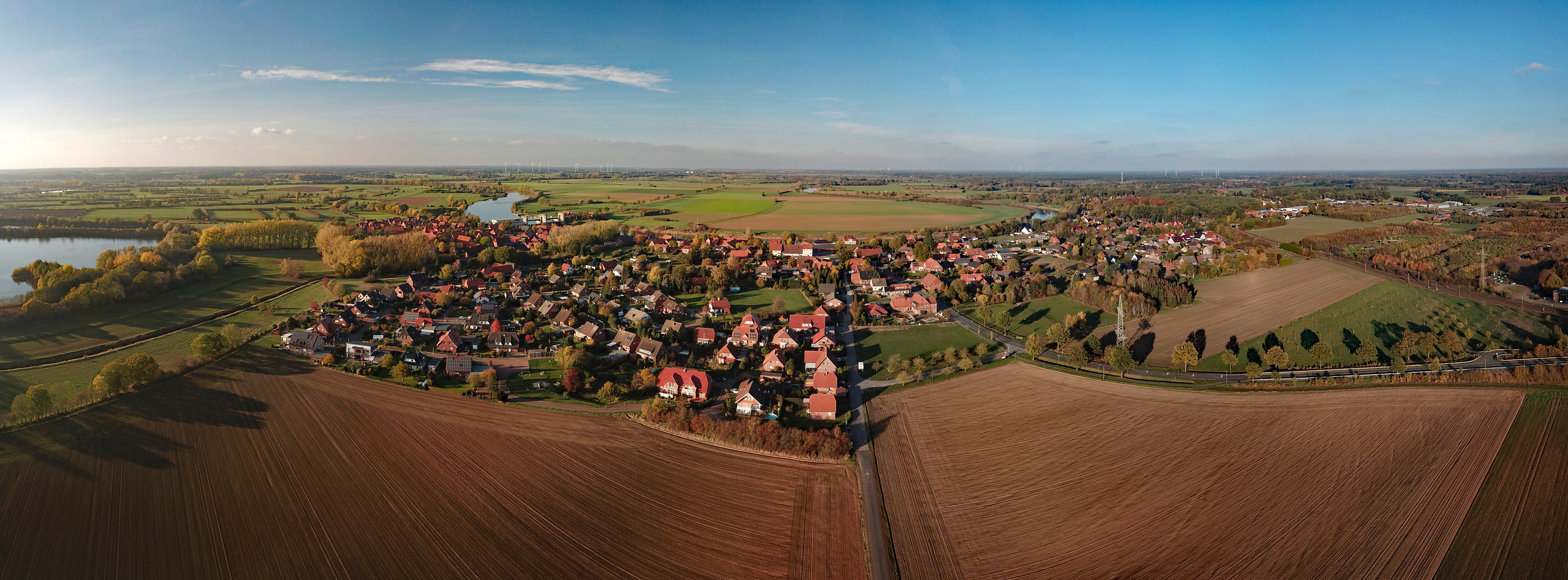
Luchtfoto van Drakenburg
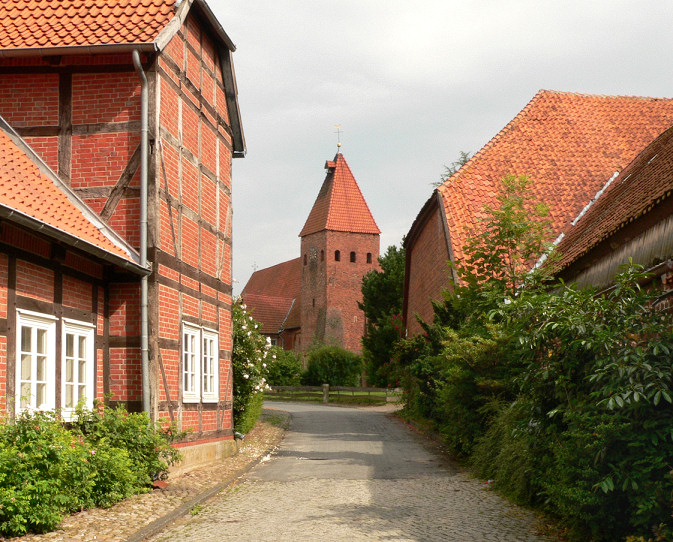
Drakenburg, dorpsgezicht
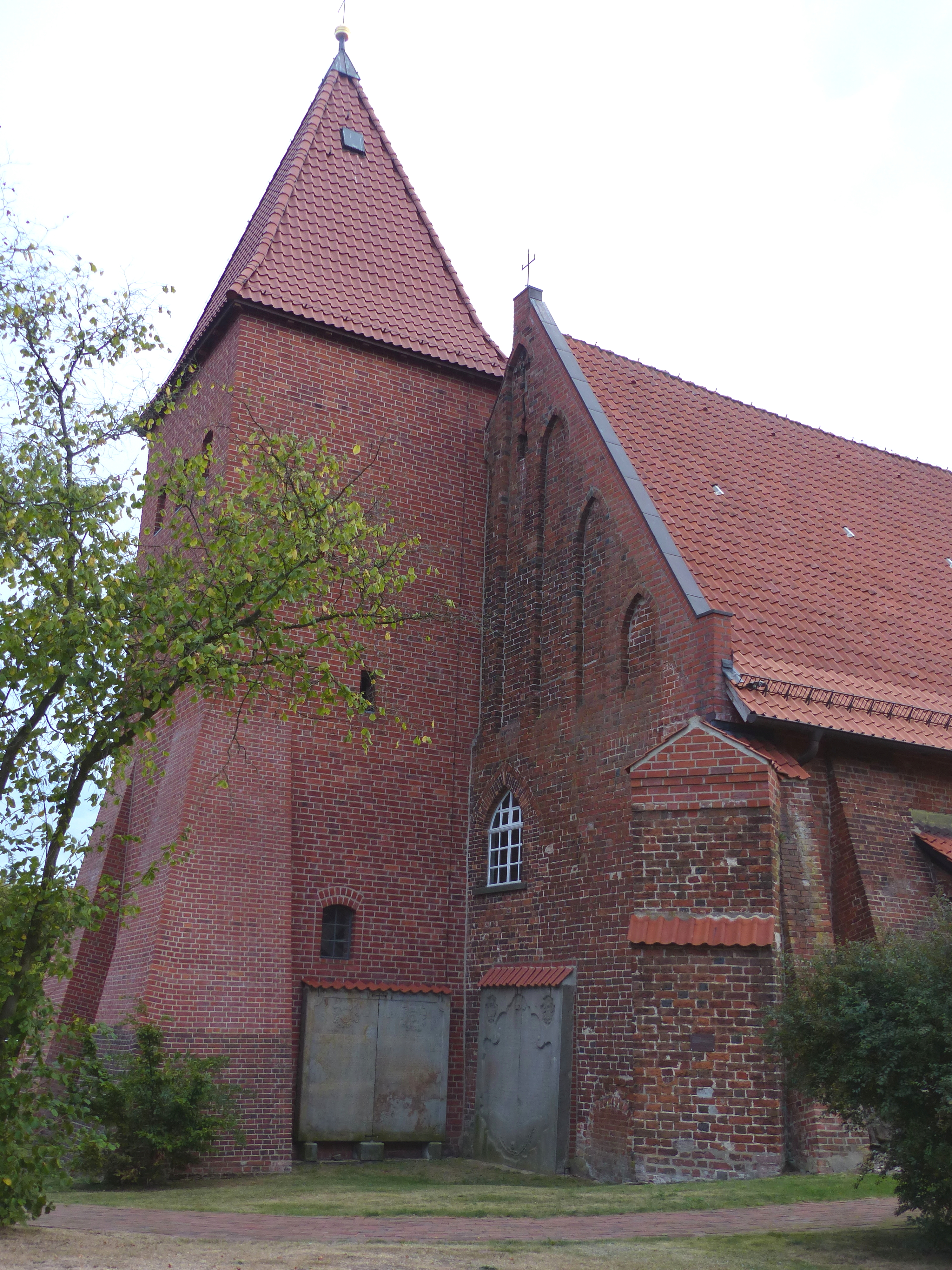
Johannes-de-Doperkerk, Drakenburg (1)
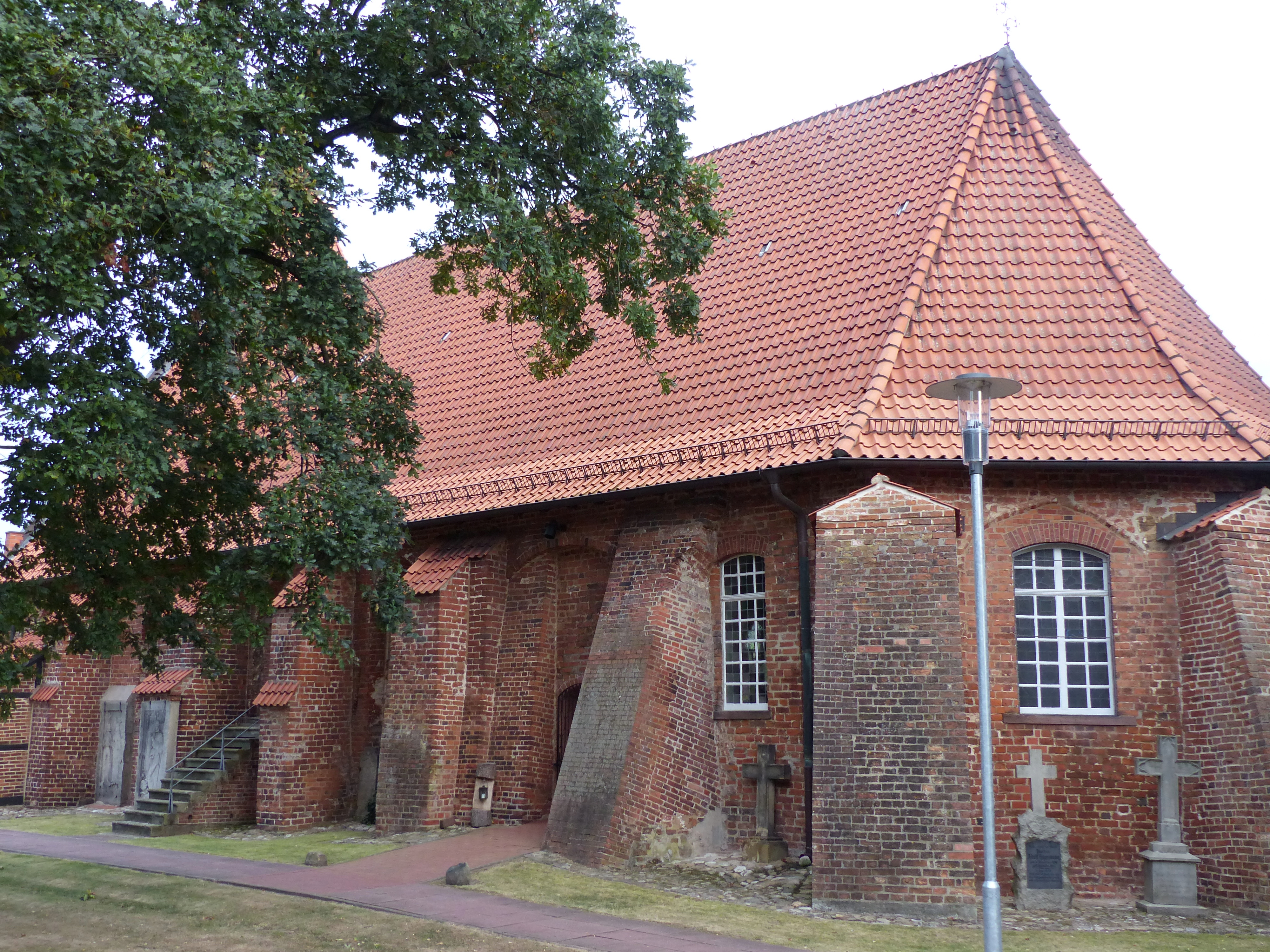
Johannes-de-Doperkerk, Drakenburg (2)
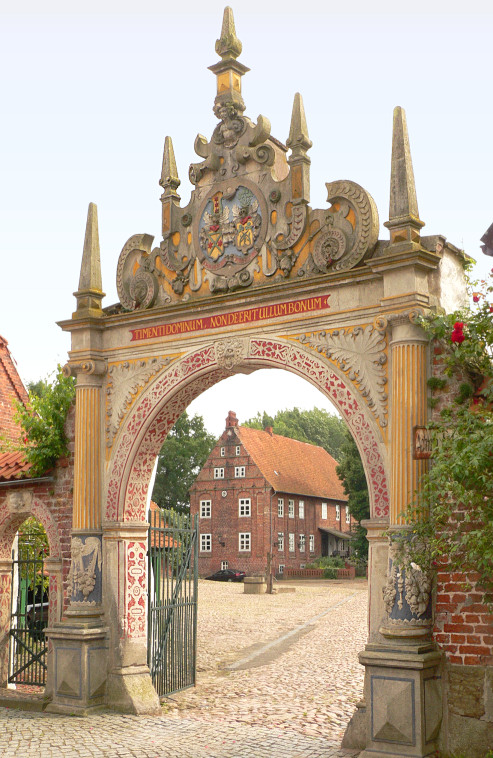
Toegangspoort Rittergut Drakenburg
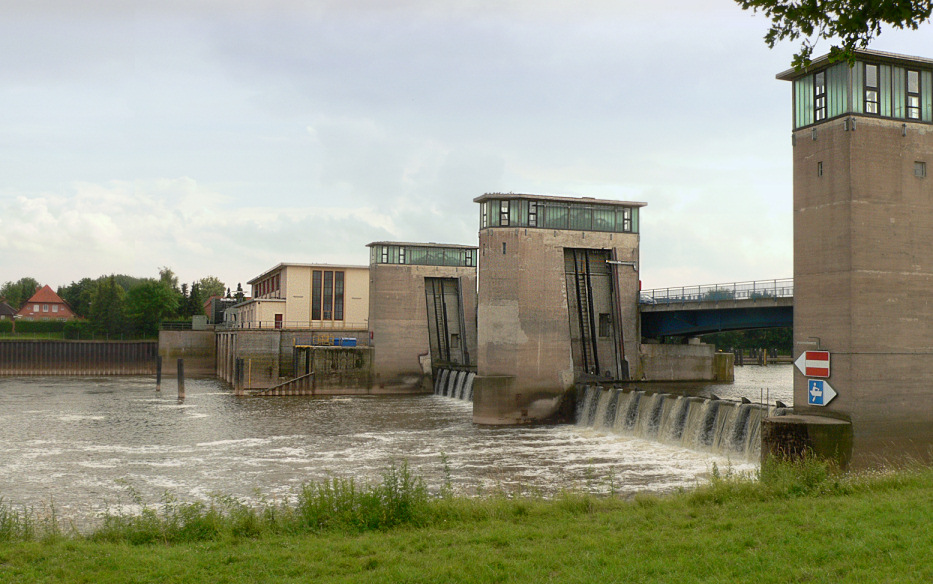
Stuw in de Wezer bij Drakenburg
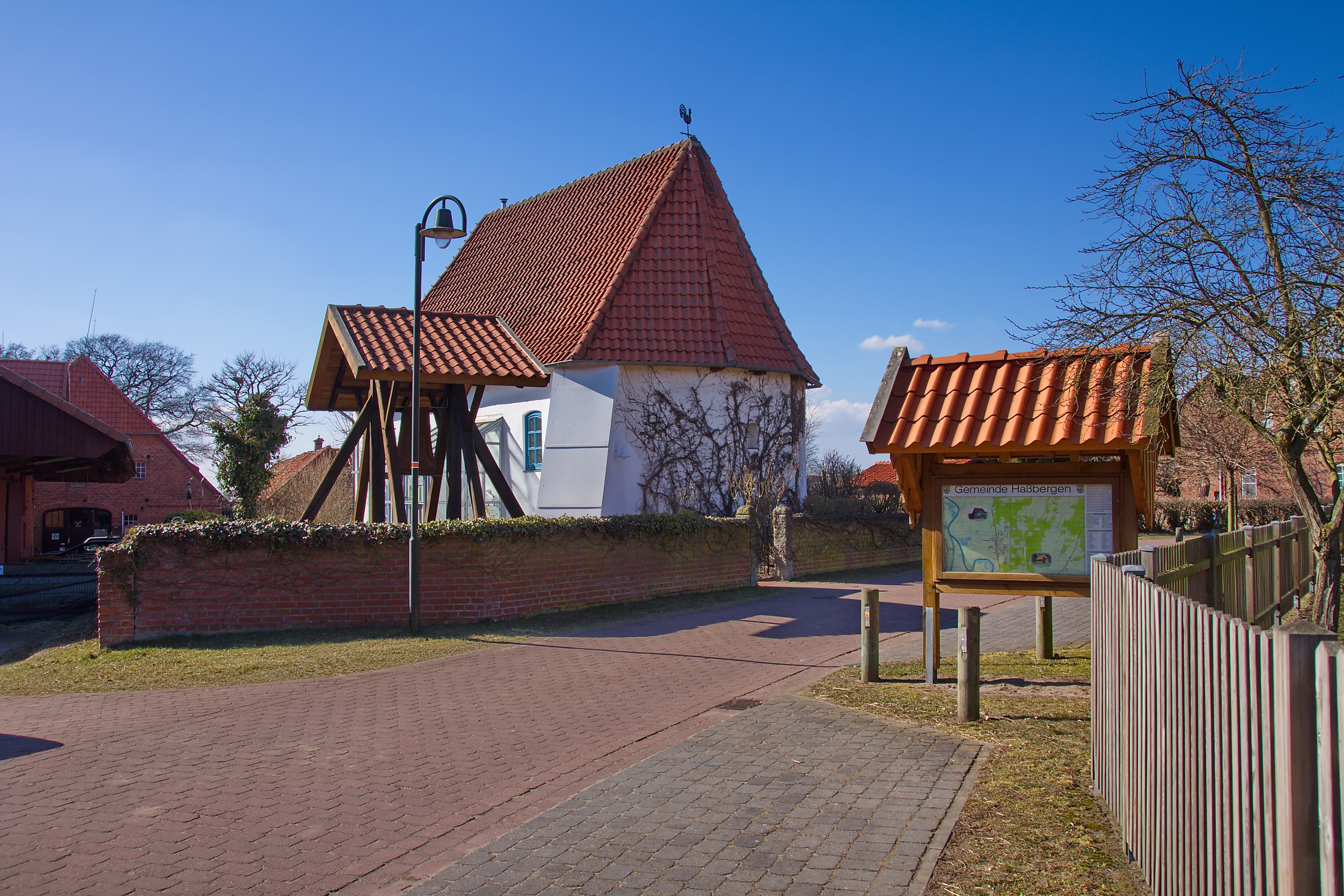
Oude kapel, Haßbergen

## Partnergemeente
- District Véron, zijnde het stadje Chinon en omstreken, departement Indre-et-Loire, Frankrijk

## Belangrijke personen in relatie tot de gemeente
- Hermann Benjes (* 27 april 1937 in Drakenburg; † 24 oktober 2007 in Asendorf) , landschapsarchitect, natuurfotograaf, schrijver en milieu-activist; aanhanger van het gedachtegoed van de econoom Silvio Gesell; propageerde in geheel Duitsland de toepassing van takkenwallen (in het Duits naar hem Benjes-Hecken geheten), ter vervanging van prikkeldraadhekken, als ecologisch verantwoorde perceelscheiding.

Balge · 
Binnen · 
Bücken · 
Diepenau · 
Drakenburg · 
Estorf · 
Eystrup · 
Gandesbergen · 
Hämelhausen · 
Haßbergen · 
Hassel (Weser) · 
Heemsen · 
Hilgermissen · 
Hoya · 
Hoyerhagen · 
Husum · 
Landesbergen · 
Leese · 
Liebenau · 
Linsburg · 
Marklohe · 
Nienburg/Weser · 
Pennigsehl · 
Raddestorf · 
Rehburg-Loccum · 
Rodewald · 
Rohrsen · 
Schweringen · 
Steimbke · 
Steyerberg · 
Stöckse · 
Stolzenau · 
Uchte · 
Warmsen · 
Warpe · 
Wietzen